# Dance or Die
Dance or Die is een Nederlandse documentairefilm uit 2018, geregisseerd door Roozbeh Kaboly.

## Verhaal
Ahmad Joudeh werd in 1990 geboren in Jarmuk, een Palestijns vluchtelingenkamp in Damascus. Zijn moeder is Syrisch, zijn vader Palestijn. Van 2007 tot 2016 woonde en studeerde hij in Damascus en gaf daar ook balletles om in zijn levensonderhoud te voorzien. Dance or Die is zijn levensmotto dat hij in zijn nek liet tatoeëren. De burgeroorlog in Syrië maakt het hem heel moeilijk om te dansen in zijn geboortestad. Ted Brandsen, artistiek leider van het Nationale Ballet, startte een crowdfunding die hij Dance for Peace noemde, om Joudeh naar Nederland te helpen waar hij een vierjarige training bij het Nationale Ballet in Amsterdam volgt.

## Achtergrond
De Nederlandse documentairefilmmaker Roozbeh Kaboly ontdekte de jonge danser en filmde zijn leven tussen juli 2016 en oktober 2017. Dit resulteerde in drie korte documentaires van 15 minuten die werden uitgezonden op Nieuwsuur op NPO 2 op 6 augustus 2016 (Ahmad Joudeh’s leven in Syrië), 3 december 2016 (Ahmad Joudeh verhuist naar Amsterdam) en 9 januari 2017 (Ahmad Joudeh’s eerste maanden in Europa). De eerste drie reportages werden verder uitgebreid naar de documentaire Dance or Die die op 18 maart 2018 werd uitgezonden in Het uur van de wolf op NTR. De film werd op 29 september 2018 vertoond tijdens het Nederlands Film Festival in Utrecht.

## Prijzen en nominaties
Dance or Die won op 25 november 2019 de Internationale Emmy Award in de categorie Arts Programming.